# Boulou (Fluss)
Der Boulou, okzitanisch Bolon, ist ein Fluss in Frankreich, der im Nordteil des Départements Dordogne (Region Nouvelle-Aquitaine) verläuft. Er entspringt im Gemeindegebiet von Sceau-Saint-Angel, im Regionalen Naturpark Périgord-Limousin und mündet nach rund 24 Kilometern an der Gemeindegrenze von Bourdeilles und Creyssac als rechter Nebenfluss in die Dronne. Sein durchschnittliches Gefälle beträgt 4,56 m/km.

## Durchflossene Gemeinden
Im Kanton Périgord Vert Nontronnais:
- Sceau-Saint-Angel (Quelle)

Im Kanton Brantôme:
- La Chapelle-Montmoreau
- Saint-Crépin-de-Richemont
- Saint-Félix-de-Bourdeilles
- Léguillac-de-Cercles
- La Gonterie-Boulouneix
- Paussac-et-Saint-Vivien
- Saint-Julien-de-Bourdeilles
- Bourdeilles (Mündung)
- Creyssac (Mündung)

## Verlauf
Der Boulou entspringt nur unweit südlich der Kirche von Saint-Angel (Gemeinde Sceau-Saint-Angel) auf zirka 195 Meter Höhe. Bis kurz vor dem Weiler Puygombert (Gemeinde Léguillac-de-Cercles) fließt er über knapp 14 Kilometer mehr oder weniger in südwestlicher Richtung, um dann einen Südkurs einzuschlagen, den er bis zu seiner Mündung als rechter Seitenarm in die Dronne beibehält. Die Mündungshöhe des Boulou liegt auf 86 Meter und der Fluss hat dann insgesamt 23,9 Kilometer durchflossen. Hinter Le Marquisat (Gemeinde La Gonterie-Boulouneix) nimmt er als rechten Nebenfluss den Jallieu auf; unterhalb von La Verrerie (Gemeinde Paussac-et-Saint-Vivien) kommt ihm als linker Seitenarm der Belaygue (bzw. Pré Pinson) entgegen. Der Oberlauf des Boulous liegt mit Ausnahme des Gemeindegebiets von La Chapelle-Montmoreau im Regionalen Naturpark Périgord-Limousin.

## Geologie
In seinem Oberlauf durchfließt der Boulou flachliegende Schichten aus der Oberkreide, die der Combiers-Saint-Crépin-de-Richemont-Synklinale angehören (nördliches Aquitanisches Becken). Das Quellgebiet liegt noch in Kalken des Ligériens (Unterturon). Kurz vor dem Ortskern von La Chapelle-Montmoreau betritt der Boulou dann resistentere Lagen des Angoumiens (Oberturon). Flussabwärts folgen dann Fossilkalke des Coniaciums (bis zum Weiler Les Brageaux), anschließend typische Kreidekalke des Santoniums (um Saint-Crépin-de-Richemont) und bei La Forge sogar noch Untercampan. Hier überquert der Boulou dann eine Ostsüdost-streichende Störungszone, die Mareuil-Störung. Dies hat zur Folge, dass der Fluss erneut auf Angoumien trifft, ab Puygombert dann auf Coniacium. Diese beiden Schichtenfolgen gehören bereits zur Gout-Rossignol-Léguillac-Synklinale, auch sie liegen mehr oder weniger flach. Ab Les Quatre Fonts (Gemeinde Saint-Julien-de-Bourdeilles) wird der Einfluss der La-Tour-Blanche-Antiklinale spürbar und es erscheint erneut stratigraphisch tieferes Angoumien. Weiter südlich durchquert der Fluss dann Ligérien und im Zentrum der Antiklinale sogar kurzzeitig Cenomanium (bei Les Farges, Gemeinde Paussac-et-Saint-Vivien). Auf den letzten Kilometern verengt sich das Tal, der Boulou durchschneidet Ligérien und trifft dann auf resistentes, Steilwände bildendes Angoumien (beliebte Kletterfelsen), das ihn bis zur Mündung in die Dronne begleitet.

## Ökologie

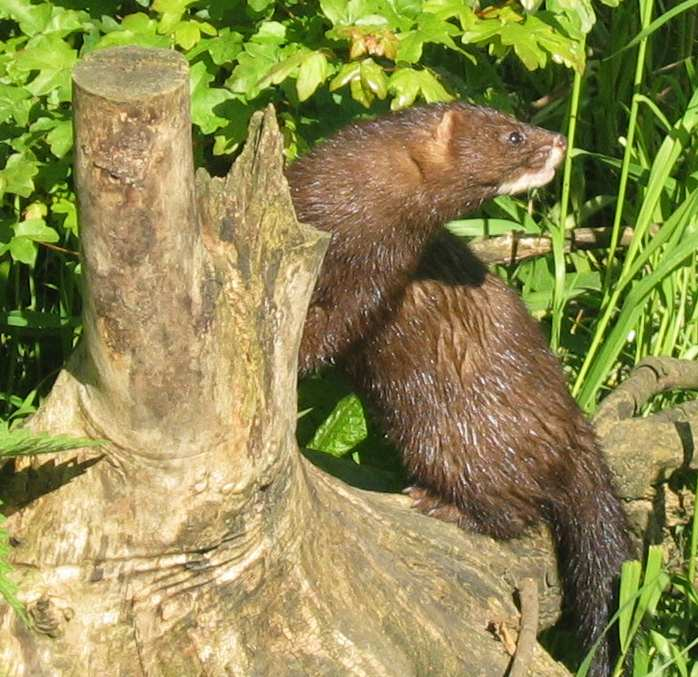
Europäischer Nerz Mustela lutreola

Der Boulou mit seinen Feuchtniederungen bildet ein bedeutendes regionales Ökotop, das als ZNIEFF (Französisch zone naturelle d'interêt écologique, faunistique et floristique) ausgewiesen wurde. Es bestehen auch Pläne, den Flusslauf gemäß Natura 2000 unter Schutz zu stellen. Neben zahlreichen Wildpflanzen und 361 unterschiedlichen Schmetterlingsarten finden sich hier noch der mittlerweile sehr selten gewordene Nerz (Mustela lutreola) und der Fischotter (Lutra lutra).

## Geschichte
Die menschliche Präsenz im Bouloutal lässt sich bis ins Moustérien zurückverfolgen (Abris bei La Tabaterie – Abri Sendouge bzw. Abri Sondougne und Abri Brouillaud). In der zweiten Eisenzeit zwischen 600 und 500 v. Chr. bestand auf dem Roc Plat ein Oppidum. Überreste aus der Römerzeit wurden im Friedhof von Boulouneix entdeckt. Mit dem Entstehen der frühmittelalterlichen Dorfstrukturen um das Jahr 1000 ging der Bau zahlreicher romanischer Kirchen sowie eines Priorats einher.

## Sehenswürdigkeiten am Fluss
- Die romanische Kirche von Saint-Angel.
- Die gotische Kapelle bei La Pouyade, Gemeinde Sceau-Saint-Angel.
- Die Kirche von La Chapelle-Montmoreau.
- Die Kirche und das Schloss im Ortskern von Saint-Crépin-de-Richemont.
- Die romanische Kirche von Boulouneix.
- Das verfallene Benediktinerpriorat von Belaygue, Gemeinde La Gonterie-Boulouneix.
- Die romanische Wehrkirche von Päussac.
- Das Auftriebsgebiet im Turonkarst kurz vor der Mündung (Puits de Fontas).